# Наднова (фільм)
«Супернова» (англ. Supernova) — американський фантастичний фільм жахів, що вийшов в 2000 році, американського режисера Волтера Гілла.

## Сюжет
Фільм розповідає про майбутнє, в якому стають доступні міжзоряні перельоти по променю темної енергії. Міжзоряний корабель швидкої допомоги «Соловей», з екіпажем з шести осіб, засікає сигнал лиха, що виходить з далекої зоряної системи, і відправляється на допомогу. Досягнувши мети, корабель опинився в системі блакитного газового гіганта, і був захоплений сильним гравітаційним полем зірки. Через цю помилку капітан корабля гине при перельоті. Сигнал лиха виходив з планети, що знаходиться поруч із зіркою. Незабаром з кораблем зістиковується шлюпка, на якій знаходиться єдина вціліла людина, яка в усьому подібна Богу, але без благородства. Також на борт потрапляє контейнер з невідомим раніше 9-ивимірним об'єктом, здатним за короткий час змінити структуру живих організмів, покращуючи їх, і розвиваючи в еволюційному плані, але також будучи бомбою, з потужністю вибуху наднової, з можливістю знищити всю сонячну систему. Від бомби і небажаного «напівбога» позбавляються ті, хто залишилися в живих: Нік Вензант і Кайла Еверс.

## У ролях
| Актор              | Роль               |
| ------------------ | ------------------ |
| Джеймс Спейдер     | Нік Вензант        |
| Анджела Бассетт    | доктор Каіла Еверс |
| Роберт Форстер     | Ей Джей Марлі      |
| Лу Даймонд Філліпс | Єржі Пеналоза      |
| Пітер Фачінеллі    | Карл Ларсон        |
| Робін Танні        | Даніка Ланд        |
| Вілсон Крус        | Бенджі Сотомейор   |

## Знімальна група
- Режисер — Волтер Гілл, Френсіс Форд Коппола, Джек Шолдер
- Сценарист — Леслі Діксон, Курт Віммер, Алан Трастман, Девід С. Вілсон, Вільям Мелоун, Даніель Шуба
- Продюсер — Джессіка Колдуелл, Річард Нейстадтер, Алехандро Де Леон
- Композитор — Ерік Колвін